# Делени (Валча)
Делени (рум. Deleni) насеље је у Румунији у округу Валча у општини Стоенешти. Oпштина се налази на надморској висини од 462 m.

## Становништво
Према подацима из 2002. године у насељу је живело 77 становника, од којих су сви румунске националности.